# Купревич, Василий Феофилович
Василий Феофилович Купревич (бел. Васіль Феафілавіч Купрэвіч; 12 (24) января 1897, деревня Кальники ныне Смолевичского района Минской области — 17 марта 1969, Москва) — советский ботаник, государственный и общественный деятель. Академик Академии наук Белорусской ССР (1952), член-корреспондент АН СССР (1953), доктор биологических наук (1942), профессор (1950). Герой Социалистического Труда (1969). Заслуженный деятель науки БССР (1967). Опубликовал более 100 научных работ, в том числе 7 монографий и доказал, что растения поглощают угольную кислоту.
Имя академика Купревича носит одна из улиц в Минске и средняя школа в городе Смолевичи.

## Биография

Могила Купревича на Восточном кладбище Минска.

Родился в крестьянской семье, окончил сельскую школу, а в 1913 году Смолянское сельскохозяйственное училище, затем поступил юнгой на Балтийский флот. Участник Великой Октябрьской социалистической революции. Летом 1918 года вернулся на родину, где работал учителем в школе. Окончил Институт повышения квалификации кадров народного образования в Москве (1931). В 1934 году защитил кандидатскую диссертацию, а в ноябре 1941 года в Ленинграде докторскую. В 1934—1938 гг. старший научный сотрудник Института биологических наук АН БССР, в 1938—1949 гг. заведующий лабораторией, в 1949—1952 гг. директор Ботанического института АН СССР. С 5 января 1952 года по 17 марта 1969 года — президент Академии Наук БССР, одновременно с 1953 г. заведующий отделом Института биологии АН БССР, с 1958 г. руководитель Отдела физиологии и систематики низших растений АН БССР. В 1954—1969 гг. депутат Верховного Совета СССР, в 1951—1955 гг. депутат Верховного Совета БССР. Главный редактор журналов «Доклады АН БССР» (1952—1969), «Микология и фитопатология» (1967—1969) и «Ботанического журнала» (1959—1966).
Первые работы были опубликованы во время работы учителем и касались методики преподавания и краеведения. Работы по физиологии больного растения, систематики грибов, почвенной энзимологии. Обнаружил внеклеточное выделение ферментов в облигатных паразитах и выдвинул гипотезу о прогрессивном сокращении и специализации ферментного аппарата паразитных грибов в процессе их эволюции. Впервые доказал, что растения могут усваивать для фотосинтеза углекислоту, которая попадает в корневую систему вместе с водой из почвы. Открыл внеклеточные ферменты, выделяемые кончиками корней высших растений, и этим доказал возможность гетеротрофного питания высших растений в природных условиях. Обосновал возможность использования активности почвенных ферментов как показателя биологической активности почвы. Положил начало новому направлению в изучении почвы — почвенной энзимологии.
Награждён орденами Ленина (1967, 1969), Трудового Красного Знамени (1957), «Знак Почёта» (1953), медалями. Его именем назван Институт экспериментальной ботаники НАН Беларуси. 

## Цитаты
Рассказывая о своём фильме «Космическая одиссея» в 1968 году, Стэнли Кубрик привёл слова Купревича: «Я убеждён, что мы найдём способ отключить механизмы старения клеток».

## Основные труды
- Научные труды. Т. 1-4. Мн.: Наука и техника, 1971—1974.
- Физиология больного растения в связи с общими вопросами паразитизма. М.; Л.: Изд-во АН СССР, 1947.
- Почвенная энзимология. Мн.: Наука и техника, 1966 (совм. с Т. А. Щербаковой).

## Память
- Его имя носит Институт экспериментальной ботаники НАН Белоруссии
- Имя В. Ф. Купревича присвоено улице в Минске
- ГУО «Средняя школа № 1 имени В. Ф. Купревича г. Смолевичи»
- Мемориальный музей Василия Феофиловича Купревича ГУО «Средняя школа № 1 имени В. Ф. Купревича г. Смолевичи»